# Jushua Tree
Jushua Tree, född 21 april 2019, är en fransk varmblodig travhäst. Han tränas och körs av Jean-Michel Bazire.
Jushua Tree började tävla i augusti 2021 och inledde med tre raka vinster. Han har hittills sprungit in 789 650 euro på 22 starter och 17 segrar. Han har tagit karriärens hittills största seger i Prix Bold Eagle (2024).
Han har även vunnit Prix du Vaucluse (2023), Prix Caecilia (2023), Prix Raymond Fouard (2023), Prix Jules Thibault (2023), Prix Phaeton (2023), Prix Gaston Brunet (2023), Prix Octave Douesnel (2023), Critérium Continental (2023), Prix de Croix (2024) och Prix Jean-Luc Lagardère (2024).
Hans tränare Jean-Michel Bazire har sagt att han är den bästa häst han någonsin tränat.

## Karriär

### Tiden som unghäst
Vid karriärens hittills största seger i Prix Jules Thibault slog han favoriten Just A Gigolo som hittills tagit hem alla de större loppen för J-kullen. Nästa start blev i loppet Prix Raymond Fouard som han vann enkelt på topptiden 1.10.4.

## Statistik
| Statistik för Jushua Tree (Ref.) | Statistik för Jushua Tree (Ref.) | Statistik för Jushua Tree (Ref.) | Statistik för Jushua Tree (Ref.) | Statistik för Jushua Tree (Ref.) | Statistik för Jushua Tree (Ref.) |
| -------------------------------- | -------------------------------- | -------------------------------- | -------------------------------- | -------------------------------- | -------------------------------- |
| Starter                          | Placeringar                      | Startprissumma                   | Segerprocent                     | Platsprocent                     | Rekord                           |
| 22                               | 17-0-0                           | 789 650 euro                     | 77 %                             | 77 %                             | 1.09,8ak,                        |

### Större segrar
| År   | Lopp                    | Kusk               | Vinstbelopp | Grupp   |
| ---- | ----------------------- | ------------------ | ----------- | ------- |
| 2023 | Prix du Vaucluse        | Jean-Michel Bazire | 31 500 EUR  | Grupp 3 |
| 2023 | Prix Caecilia           | Jean-Michel Bazire | 31 500 EUR  | Grupp 3 |
| 2023 | Prix Jules Thibault     | Jean-Michel Bazire | 54 000 EUR  | Grupp 2 |
| 2023 | Prix Raymond Fouard     | Jean-Michel Bazire | 36 000 EUR  | Grupp 3 |
| 2023 | Prix Phaeton            | Jean-Michel Bazire | 54 000 EUR  | Grupp 2 |
| 2023 | Prix Gaston Brunet      | Jean-Michel Bazire | 54 000 EUR  | Grupp 2 |
| 2023 | Prix Octave Douesnel    | Jean-Michel Bazire | 54 000 EUR  | Grupp 2 |
| 2023 | Critérium Continental   | Jean-Michel Bazire | 108 000 EUR | Grupp 1 |
| 2024 | Prix de Croix           | Jean-Michel Bazire | 54 000 EUR  | Grupp 2 |
| 2024 | Prix Bold Eagle         | Jean-Michel Bazire | 135 000 EUR | Grupp 1 |
| 2024 | Prix Jean-Luc Lagardère | Jean-Michel Bazire | 67 500 EUR  | Grupp 2 |

### Starter
| #  | Datum             | Lopp                    | Bana              | Kusk               | Tid     | Distans | Plac. | Vinstbelopp  |
| -- | ----------------- | ----------------------- | ----------------- | ------------------ | ------- | ------- | ----- | ------------ |
| -  | 10 september 2021 | Kvallopp                | Grosbois          | Jean-Michel Bazire | 1.15,4a | 2 140 m | gdk   | 0 euro       |
| 1  | 28 oktober 2021   | Prix des Grives         | Cabourg           | Romain Congard     | 1.15,3a | 2050 m  | 1     | 7 200 euro   |
| 2  | 4 maj 2022        | Prix Réne Legal         | Maure de Bretagne | Romain Congard     | 1.17,6a | 2 850 m | 1     | 8 550 euro   |
| 3  | 18 maj 2022       | Prix de Dreux           | Vincennes         | Romain Congard     | 1.14,4a | 2 700 m | 1     | 19 800 euro  |
| 4  | 18 oktober 2022   | Prix Arethusa           | Vincennes         | Nicolas Bazire     | Da      | 2 700 m | Da    | 0 euro       |
| 5  | 25 oktober 2022   | Prix Alhena             | Vincennes         | Romain Congard     | 1.15,0a | 2 850 m | 5     | 2 200 euro   |
| 6  | 18 november 2022  | Prix Agathe             | Vincennes         | Jean-Michel Bazire | 1.14,6a | 2 700 m | 1     | 17 550 euro  |
| 7  | 15 december 2022  | Prix de Cogolin         | Vincennes         | Jean-Michel Bazire | 1.14,4a | 2 700 m | 1     | 22 950 euro  |
| 8  | 25 mars 2023      | Prix de Geugnon         | Vincennes         | Jean-Michel Bazire | Da      | 2 700 m | Da    | 0 euro       |
| 9  | 8 april 2023      | Prix du Gers            | Vincennes         | Jean-Michel Bazire | 1.13,5a | 2 850 m | 1     | 27 900 euro  |
| 10 | 6 maj 2023        | Prix du Vaucluse        | Vincennes         | Jean-Michel Bazire | 1.12,6a | 2 850 m | 1     | 31 500 euro  |
| 11 | 26 maj 2023       | Prix Caecilia           | Vincennes         | Jean-Michel Bazire | 1.13,1a | 2 700 m | 1     | 31 500 euro  |
| 12 | 10 juni 2023      | Prix Jules Thibault     | Vincennes         | Jean-Michel Bazire | 1.12,5a | 2 700 m | 1     | 54 000 euro  |
| 13 | 25 juni 2023      | Prix Raymond Fouard     | Vincennes         | Jean-Michel Bazire | 1.10,4a | 2 175 m | 1     | 36 000 euro  |
| 14 | 19 augusti 2023   | Prix Phaeton            | Vincennes         | Jean-Michel Bazire | 1.11,0a | 2 175 m | 1     | 54 000 euro  |
| 15 | 2 september 2023  | Prix Gaston Brunet      | Vincennes         | Jean-Michel Bazire | 1.12,2a | 2 700 m | 1     | 54 000 euro  |
| 16 | 25 november 2023  | Prix de Chenonceaux     | Vincennes         | Jean-Michel Bazire | 1.12,7a | 2 700 m | 5     | 4 000 euro   |
| 17 | 9 december 2023   | Prix Octave Douesnel    | Vincennes         | Jean-Michel Bazire | 1.12,8a | 2 700 m | 1     | 54 000 euro  |
| 18 | 24 december 2023  | Critérium Continental   | Vincennes         | Jean-Michel Bazire | 1.09,8a | 2 100 m | 1     | 108 000 euro |
| 19 | 13 januari 2024   | Prix de Croix           | Vincennes         | Jean-Michel Bazire | 1.12,6a | 2 850 m | 1     | 54 000 euro  |
| 20 | 27 januari 2024   | Prix Bold Eagle         | Vincennes         | Jean-Michel Bazire | 1.12,3a | 2 700 m | 1     | 135 000 euro |
| 21 | 11 februari 2024  | Prix Ovide Moulinet     | Vincennes         | Jean-Michel Bazire | Da      | 2 700 m | Da    | 0 euro       |
| 22 | 27 juli 2024      | Prix Jean-Luc Lagardère | Enghien           | Jean-Michel Bazire | 1.12,5a | 2 875 m | 1     | 67 500 euro  |

## Stamtavla
| Efter Bold Eagle     | Ready Cash       | Indy de Vive   | Viking's Way       |
| Efter Bold Eagle     | Ready Cash       | Indy de Vive   | Tekiflore          |
| Efter Bold Eagle     | Ready Cash       | Kidea          | Extreme Dream      |
| Efter Bold Eagle     | Ready Cash       | Kidea          | Doceanide du Lilas |
| Efter Bold Eagle     | Reethi Rah Jet   | Love You       | Coktail Jet        |
| Efter Bold Eagle     | Reethi Rah Jet   | Love You       | Guilty of Love     |
| Efter Bold Eagle     | Reethi Rah Jet   | Hippodamia     | Workaholic         |
| Efter Bold Eagle     | Reethi Rah Jet   | Hippodamia     | April Pearl        |
| Undan Ma Sissi James | Buvetier d'Aunou | Royal Prestige | Speedy Crown       |
| Undan Ma Sissi James | Buvetier d'Aunou | Royal Prestige | Rosemary           |
| Undan Ma Sissi James | Buvetier d'Aunou | Nesmile        | Caprior            |
| Undan Ma Sissi James | Buvetier d'Aunou | Nesmile        | Amours du Mesnil   |
| Undan Ma Sissi James | Sissi des Monts  | Datac          | Feu Follet X       |
| Undan Ma Sissi James | Sissi des Monts  | Datac          | Padovanella        |
| Undan Ma Sissi James | Sissi des Monts  | La Lignerie    | Seddouk            |
| Undan Ma Sissi James | Sissi des Monts  | La Lignerie    | Bassy              |